# Dizdar, Ünye
Dizdar là một xã thuộc huyện Ünye, tỉnh Ordu, Thổ Nhĩ Kỳ. Dân số thời điểm năm 2010 là 137 người.